# Последният ден на Помпей
„Последният ден на Помпей“ е голяма картина на руския художник Карл Брюлов, която е завършена през 1833 г.
Намира се в Държавния руски музей в Санкт Петербург. На картината са изобразени събитията по време на катастрофалното изригване на Везувиий през 79 г.
Карл Брюлов посещава разкопките на древноримския град Помпей по време на своето пътуване до Неапол през лятото на 1827 г. Тогава решава да нарисува картина, посветена на гибелта на Помпей. Платното е поръчано от Анатолий Демидов. Работата продължава от 1827 до завършването ѝ през 1833 г.
След завършването на работата по картината Карл Бюлов започва да я показва в своето студио в Рим. Популярността на картината нараства и по-късно тя е преместена в Милано. Собственикът на картината Демидов издейства включването на картината в Парижкия салон през 1834 г. Там произведението получава големия златен медал.
През лятото на 1834 г. картината е изпратена в Санкт Петербург, където Демидов я поднася на император Николай I.
Изложена е в Ермитажа и по-късно в самостоятелна зала на Художествената академия. Картината има голям успех. На нея посвещава своето стихотворение „Везувий зев открыл“ поетът Александър Пушкин, а писателят Николай Гогол пише статия, като я нарича „едно от ярките произведения на живописта“.

## Галерия
Части от картината
- Художник с кутията си за рисуване.
- Майка с двете си дъщери
- Разрушаващо се здание на фона на мълнии и заревото на изригващия вулкан
- Жена с дете, паднали от колесницата
- Група на стълбите на гробницата
- Плинио с майка си
- Каменна настилка подобна на тази в Помпей
- Синовете, носещи баща си